# Xã Tunkhannock, Quận Wyoming, Pennsylvania
Xã Tunkhannock (tiếng Anh: Tunkhannock Township) là một xã thuộc quận Wyoming, tiểu bang Pennsylvania, Hoa Kỳ. Năm 2010, dân số của xã này là 4.273 người.